# 爆豪勝己
爆豪勝己（Bakugō Katsuki）是日本漫畫家堀越耕平的漫畫《我的英雄學院》中的主要角色之一，被該作品的主角綠谷出久稱為小勝（Katchan），而他的英雄名是大爆殺神（Dainamaito）。他小時候經常欺負沒有「個性」（超能力）的綠谷，然而在兩人都進入雄英高中後，爆豪逐漸對綠谷改觀。在爆豪被敵人綁架後，超級英雄歐爾麥特在救他的過程中失去個性，並因此退休，儘管歐爾麥特表示這並非爆豪的錯，但還是讓爆豪非常自責。爆豪的個性是爆破，可以引爆自己手中分泌的、類似硝化甘油的物質來製造爆炸。
爆豪在讀者中享有高人氣，並獲得評論家的正面評價，許多人都稱讚他的角色發展及他與綠谷的關係。

## 設計
在作品最早的設定中，爆豪勝己是性格友善的天才，後來堀越認為這麼設定太無趣了，便把這個角色設計成性格惡劣、讓人討厭的傢伙。堀越原本想一直保持他的惡劣性格，但後來決定讓他有所成長，並讓讀者漸漸不討厭他。該作品的改編動畫中，爆豪由岡本信彥配音，而在動畫播出後，堀越在描繪爆豪時也一直想著岡本的聲音。堀越沒有想到爆豪如此受歡迎，當他看到這個角色在人氣投票中獲得高票時，他感到很詫異。
在電視動畫中，爆豪的日語配音員是岡本信彥，英語配音是克利福德·查賓。華語配音是梁興昌（台灣Animax版）和江志倫（台灣Netflix），粵語由陳耀楠配音。舞台劇中的他由小林亮太飾演。
爆豪的英語配音克利福德·查賓表示，自己在幫爆豪配音時很容易因為頻繁尖叫而疲憊，這導致他常常要提前結束錄音。相較這些場景，查賓更喜歡為爆豪在心情平靜或情感豐沛時所說的話語來配音，甚至會不小心讓角色的聲音聽起來很脆弱。

## 登場

### 《我的英雄學院》
在故事初期，爆豪的個性狂妄、傲慢，經常霸凌綠谷出久，然而當他在訓練中敗給綠谷後，他開始對綠谷改觀。在他被敵人綁架後，爆豪被自己最崇拜的超級英雄歐爾麥特救了出來，但歐爾麥特也在過程中失去他的個性，這讓爆豪深感內疚。在歐爾麥特表示這並非爆豪的錯後，爆豪也稍微釋懷。後來爆豪發現綠谷真正的個性，成為少數知道他真正能力的人之一。在綠谷離開雄英高中後，爆豪為過去自己的霸凌行為道歉，他坦承自己欺負綠谷是出於忌妒，因為他覺得自己不如綠谷。之後爆豪得知綠谷從未恨過自己，而他也決定幫助綠谷一起對抗敵人。
爆豪的個性是爆破。爆豪的手汗中有類似硝化甘油的物質，他可以任意引爆這種物質。除了直接用於攻擊，爆豪也運用此能力在空中移動或製造衝擊波進行防禦。過度使用此能力會導致他手臂痠痛。

### 其它媒體
爆豪作為DLC角色在2019年8月加入電子遊戲《JUMP FORCE》之中。在電影《復仇者聯盟：無限之戰》的跨界宣傳活動中，爆豪分享自己對鋼鐵人的看法。

## 迴響

### 人氣
爆豪長期在《我的英雄學院》角色人氣投票中排名第一。在Tumblr的「2020年最佳動漫畫角色」中，爆豪排名第二，僅次於綠谷。

### 評價
爆豪這名角色和他在作品中的角色發展廣受讚譽，包括IGN的亞歷克斯·奧斯本（Alex Osborn）、動畫英國新聞的評論、漫畫新聞的專欄作家、Screen Rant的史蒂芬·布拉克本都讚揚的該角色，但布萊克本也質疑他在故事中做出的一些決定。Den of Geek的亞歷克斯·奧斯本（Daniel Kurland）除了表達對角色的讚許，也稱讚查賓的英語配音。而動畫新聞網的山姆·利奇（Sam Leach）不僅對角色感到驚嘆，也讚許岡本的日語配音表現。漫畫書資源網的雀兒喜·亞當斯（Chelsey Adams）指出，隨著故事進展，爆豪變得越來越討人喜歡。《The Mary Sue》的布莉安娜·勞倫斯（Briana Lawrence）對爆豪的角色發展表示讚許，並表示能對角色產生共鳴。
演員吉澤亮非常喜歡爆豪這名角色。